# Glutamat-Unverträglichkeit
Da Glutamate in sehr vielen Lebensmitteln auf natürliche Weise enthalten sind, bestand seit den 1980er Jahren in der Wissenschaft die vorherrschende Auffassung, dass Zusätze von Glutamaten in Speisen zum Zwecke der Geschmacksverstärkung (Erregung der Umami-Rezeptoren im Mund) wahrscheinlich gesundheitlich unbedenklich seien. Durch neuere Forschungsergebnisse seit ca. 2010 verlor diese Auffassung jedoch ihre Allgemeingültigkeit. Es gibt nämlich Gruppen von Personen, bei denen ein Übermaß in der Einnahme von Glutamaten zu Stoffwechselstörungen und Schädigungen von Nerven im Gehirn bis hin zu deren Abtötung führen kann.

## Geschichte
1968 wurde erstmals im Brief eines Lesers an das New England Journal of Medicine eine Reihe akuter Beschwerden genannt, die er regelmäßig nach dem Besuch von China-Restaurants empfinde; es bekam den Namen Chinarestaurant-Syndrom.
Als zahlreiche weitere Fälle von Unverträglichkeitsreaktionen nach dem Essen in solchen Restaurants bekannt wurden, folgte 1969 eine Publikation, in der andere Autoren erstmals die Hypothese aufstellten, es bestehe ein ursächlicher Zusammenhang der Beschwerden mit künstlich den Speisen zugesetzten Glutamaten. Bereits 10 bis 20 Minuten nach Aufnahme der als Auslöser angesehenen Stoffe soll es zu Mundtrockenheit, Kribbeln oder Taubheitsgefühl in der Mundhöhle, Juckreiz im Hals, geröteten Hautpartien (z. B. Wangen) mit Hitzeempfindung, Herzklopfen, (Schläfen)-Kopfschmerzen, Gesichtsmuskelstarre, Nackensteifheit, Gliederschmerzen und Übelkeit kommen.
In den zu dieser Frage veröffentlichten kontrollierten Studien, insbesondere in den am meisten aussagekräftigen Blindstudien, konnte nicht nachgewiesen werden, dass mit der Nahrung zusätzlich zugeführte Glutamate Symptome wie beim „Chinarestaurant-Syndrom“ auslösen. Selbst bei Personen, die angaben, das Chinarestaurant-Syndrom trete bei ihnen auf, ergaben Doppelblindversuche keine Hinweise auf Glutamat als Ursache ihrer Beschwerden, urteilte 1987 das Expertengremium der Ernährungs- und Landwirtschaftsorganisation (FAO) und der Weltgesundheitsorganisation (WHO), der Gemeinsame FAO/WHO-Sachverständigenausschuss für Lebensmittelzusatzstoffe (JECFA).
Das Bundesinstitut für Risikobewertung kam 2003 zu dem Schluss, dass keinerlei Bedenken bei gelegentlichem Verzehr von Glutamat in geringer Menge in dessen Funktion als Geschmacksverstärker bestünden, zumal Glutamate auch natürlicherweise in Lebensmitteln vorkommen. Von einem Einsatz als Kochsalzersatz hingegen wurde abgeraten.

## Risiken bei Depression und PTBS
Glutamat ist der wichtigste exzitatorische (erregende) Neurotransmitter im zentralen Nervensystem der Wirbeltiere. Es wird präsynaptisch freigesetzt und bindet postsynaptisch an spezifische Glutamat-Rezeptoren. Mehrere komplexe Regelungen im Gehirn sorgen dafür, dass dort kein Übermaß an Glutamat entsteht, da ein solches neurotoxisch ist bis hin zur Abtötung von Nervenzellen.
Bei bestimmten Personengruppen sind die Regelungen zur Verhinderung eines Glutamat-Überschusses im Gehirn jedoch beeinträchtigt. Dies wurde beispielsweise im Falle von posttraumatischen Belastungsstörungen oder Depressionen beobachtet. Dementsprechend wurde in vorklinischen Versuchen gezeigt, dass die Verminderung von Glutamat im Gehirn durch Pyruvat Angst und Depression verringert hat.

## Erhöhte Werte im Blut und im Gehirn
In einer großen Anzahl von Studien wurde nachgewiesen, dass eine erhöhte Aufnahme von Glutamat über die Nahrung auch zu einer erhöhten Konzentration von Glutamat im Blut führt.
Ein Übergang von Glutamat aus dem Blutkreislauf des Körpers in den Blutkreislauf des Gehirns wird im Normalfall jedoch durch die Blut-Hirn-Schranke verhindert. Eine Störung der Blut-Hirn-Schranke tritt allerdings – neben den oben erwähnten Fällen – auch bei vielen anderen Krankheiten und gesundheitlichen Beeinträchtigungen auf. In solchen Fällen ist eine Verbreitung von Glutamat auch in das Gehirn möglich. Im Gehirn gibt es zwar ein sehr leistungsfähiges System von verschiedenen Glutamat-Transportern, das einem Übermaß an Glutamat im Gehirn entgegenwirkt, jedoch auch dieses System kann durch Störungen beeinträchtigt sein, wodurch erhöhte und neurotoxische Glutamatwerte auch im Gehirn entstehen können.
Eine gestörte Blut-Hirn-Schranke wird als beteiligte Ursache für viele psychiatrische Erkrankungen, wie Alzheimer, Multiple Sklerose, Depression und Schizophrenie angesehen, was die Möglichkeit von einen Glutamat-Übergang ins Gehirn mit einschließt.

## Vorschriften
Glutamate sind – aufgrund des ehemaligen, langjährigen, aber inzwischen überholten Forschungsstands – von den Gesundheitsbehörden der USA und der meisten Länder Europas immer noch als gesundheitlich unbedenklich eingestuft. 1991 wurde vom wissenschaftlichen Ausschuss für Lebensmittel (SCF) der Europäischen Union keine erlaubte Tagesdosis für Glutamat festgelegt. In Deutschland ist Natriumglutamat als Zusatz lediglich in Babynahrung verboten. Ansonsten sind für die Verwendung in Lebensmitteln sechs Glutaminsäureverbindungen als Zusatzstoffe zugelassen. Gemäß Lebensmittelkennzeichnungsverordnung (LMKV) § 6 ist der Klassenname (Geschmacksverstärker) gefolgt von der Verkehrsbezeichnung (Name der betreffenden Glutaminsäureverbindung oder entsprechende E-Nummer) anzugeben. Die „E-Nummern“ E 620 bis E 625 auf der Liste der Lebensmittelzusatzstoffe stehen für die zugelassenen Glutamate. Auch Lebensmittel ohne Zutatenliste (z. B. lose Ware) müssen durch die Angabe „mit Geschmacksverstärker“ an oder bei der Ware oder als Aushang gekennzeichnet sein. Die höchstzulässige Konzentration der Glutamat-Zusätze ist in Fleisch- und Fischkonserven und Fertiggerichten 1 %, in Saucen 2 % und in Würzmitteln 50 %. Lebensmittel mit den Inhaltsstoffen Hefeextrakt oder Würze enthalten zwar keine synthetischen Glutamate und dürfen daher die Aufschrift „ohne Geschmacksverstärker“ haben, enthalten aber vermehrt natürliche Glutamate.